# 加賀町警察署
加賀町警察署（かがちょうけいさつしょ）は、神奈川県警察が管轄する警察署の一つ。

## 概要
横浜市警察部隷下、第一方面に属する神奈川県警察建制序列第一位の筆頭警察署であり、伝統と格式のある、県下で最も歴史の古い警察署の一つである。識別章所属表示はIA。
当署管轄区域内は神奈川県庁をはじめ横浜市役所、中区役所、横浜地方裁判所、横浜地方検察庁や警察本部を含む多くの官公庁舎及び企業ビルディングが建ち並ぶ、日本有数のオフィス街である一方、横浜スタジアムや横浜中華街、山下公園、元町商店街などの遊興、観光スポットの一面もみせる。管轄範囲は狭く、管内居住人口は県下各署に比べて少ないものの、労働人口及び観光客等の来訪により昼間帯の人口過密が著しい、国際都市「横浜」の中心部の治安を担っている（関内地区一帯は警察本部により歓楽街総合対策重点取締地区に指定されている）。中華街・朝陽門（東門）近くにある山下町交番は県下屈指の繁忙交番である。
管轄区域周辺ではしばしば各種デモ行進・パレード、国際マラソンや花火大会等の大規模警備実施事案が発生するため、当署には警備部直轄警察隊（管区機動隊）が配備されている。
他の神奈川県警察施設として、当署向かいに刑事部科学捜査研究所が存在する。
庁舎は横浜中華街の中心に建つ。現庁舎は1926年に横浜生まれの建築家、貝塚良雄によって建設された旧庁舎のデザインを復元し、新築されている。なお、警察署名の「加賀町」は1879年から1899年の間外国人居留地に設けられた町名であり、地名としては現存していない。

## 所在地
- 神奈川県横浜市中区山下町203番地

　　　最寄駅　JR根岸線 石川町駅
　　　　　　　横浜高速鉄道みなとみらい線 日本大通り駅　

## 管轄区域
- 横浜市中区のうち
  - 元町
  - 山下町（279番地の1、山下ふ頭を除く。）
  - 海岸通（1丁目1番地を除く。）
  - 新山下一丁目 - 三丁目
  - 港町
  - 尾上町
  - 真砂町
  - 常盤町
  - 住吉町
  - 相生町
  - 太田町
  - 弁天通
  - 南仲通
  - 本町
  - 北仲通
  - 元浜町
  - 日本大通
  - 横浜公園

## 沿革
- 1877年1月25日 - 堺町警察署を開設。
- 1878年2月 - 横浜区内6警察署を統合して、横浜堺警察署に改称。
- 1882年7月1日 - 横浜警察署に改称し、同署内に居留地警察署を開設。
- 1893年12月1日 - 居留地警察署を加賀町警察署に改称。
- 1943年5月5日 - 横浜臨港警察署に改称。
- 1945年6月18日 - 加賀町警察署に改称。伊勢佐木警察署を統合。
- 1946年9月 - 伊勢佐木警察署を分離。
- 1948年3月7日 - 警察法の公布に伴い、自治体警察として横浜市警察が発足。横浜市加賀町警察署になる。
- 1955年7月1日 - 神奈川県警察が横浜市警察を統合したことに伴い、神奈川県加賀町警察署となる。
- 1996年3月19日 - 現庁舎が落成。
- 2019年4月1日 - 新山下交番が廃止され、元町交番へ統合される。

## 組織
- 署長（警視）
- 副署長（警視）
- 警務課 - 警務係、住民相談係
- 留置管理課（平成28年度新設） - 管理係
- 会計課 - 会計係
- 生活安全課 - 防犯少年係、経済保安係
- 地域課（警ら用無線自動車2台、小型警ら車1台） - 地域企画係、地域第一係、地域第二係、地域第三係
- 刑事課 - 強行犯係、知能犯係、盗犯係、鑑識係、暴力犯係、薬物銃器対策係、国際犯係
- 交通課 - 交通総務係、交通捜査係、交通指導係
- 警備課 - 公安係、外事係、警備実施係、直轄警察隊

（8課体制）
※「神奈川県警察の組織に関する規則（昭和44年神奈川県公安委員会規則第2号）」を参考にした。

## 交番
- 本町交番　中区日本大通1番地1（みなとみらい線日本大通り駅地上1番出口に併設されている。）
- 山下町交番　中区山下町165番地5
- 元町交番　中区元町1丁目13番地

### 廃止・一時廃止された交番
- 新山下交番　中区新山下一丁目13番13号 - 2019年3月31日元町交番へ統合され廃止
- 尾上町交番　中区尾上町2丁目25番地 - 2024年9月30日閉鎖（関内駅前地区の再開発に伴う一時廃止[1]）。

## 警備派出所
- 山下公園臨時警備派出所（夏期花火大会時に臨時開設される。）

## 自動車ナンバー自動読取装置（Nシステム）
- 中区横浜公園（一般市道）

## 過去の重大事件・事故
- ミルラー事件
- ブルースカイ事件
- 横浜歌謡ショー将棋倒し事故
- グランドパレス事件
- 横浜スタジアム審判集団暴行事件
- 横浜浮浪者襲撃殺人事件